# З
З هو أحد حروف الأبجدية السيريلية، نظيره بالعربية هو الحرف ز ويتم عن طريق الخطأ اعتباره كرقم 3. ويجب أن يميز الفرق المرئ بينه وبين الحرف الروسي الحرف إي (في الكتابة الكريلية)، الذي يظهر الحرف e عند نطقه.
ينحدر هذا الحرف من الحرف اليوناني زيتا (Ζ, ζ).